# Www.pfmpfm.it (il Best)
www.pfmpfm.it (il Best) è un album live della band di rock progressivo italiano Premiata Forneria Marconi.

## Tracce

### CD 1
1. Andare per andare (6:28)
2. La carrozza di Hans (6:55)
3. Maestro della voce (7:57)
4. Sei (6:26)
5. Intro (5:04)
6. Out of the roundabout (6:37)
7. Mr. 9 till 5 (4:48)
8. Altaloma 5 till 9 / Altaloma '98 (5:55)
9. Intro + Dove... Quando (5:20)
10. Il banchetto (2:52)
11. Dolcissima Maria (3:35)

### CD 2
1. Quartiere 8 (QT8) (7:07)
2. Intro + Il cavallo di legno (6:27)
3. Intro + Ulisse (7:58)
4. Suonare suonare (4:55)
5. La luna nuova / Four holes in the ground (7:50)
6. Si può fare (9:20)
7. È festa (4:50)
8. Impressioni di settembre (4:53)
9. Il pescatore (4:45)

## Formazione
- Franz Di Cioccio – batteria, voce
- Franco Mussida – chitarra, voce
- Patrick Djivas – basso elettrico
- Flavio Premoli – organo Hammond, pianoforte, Mellotron, Moog, voce
- Phil Drummy – sax, flauto, cornamusa, tastiera, batteria
- Roberto Gualdi – batteria
- Stefano Tavernese – chitarra, violino, mandolino